# 汉斯·利舍
汉斯·利舍（德語：Hans Liesche，1891年10月11日—1979年3月30日），德国男子田径运动员，主攻跳高。他曾代表德国参加1912年夏季奥林匹克运动会田径比赛，获得男子跳高银牌。